# Hải Bắc, Thanh Hải
Châu tự trị dân tộc Tạng Hải Bắc (tiếng Trung: (海北藏族自治州), Hán Việt: Hải Bắc Tạng tộc Tự trị châu, là một châu tự trị tại tỉnh Thanh Hải, Cộng hòa Nhân dân Trung Hoa. Diện tích châu tự trị này là 39.354 km²

## Các đơn vị hành chính
Châu tự trị Hải Bắc quản lý các đơn vị thị hạt khu (quận nội thành) và các huyện:

### Cácquận nội thành
Không có quận nội thành

### Cáchuyện
- Hải Yến (海晏县)
- Kỳ Liên (祁连县)
- Cương Sát (刚察县)
- Huyện tự trị dân tộc Hồi Môn Nguyên (门源回族自治县)